# I trattoristi
I trattoristi (Трактористы) è un film del 1939 diretto da Ivan Aleksandrovič Pyr'ev.

## Trama
Tre carristi sono di ritorno dalle operazioni militari nell'est del paese: due di essi si riuniscono alle loro famiglie, il terzo, Klim Jarko, non avendo nessuno che lo aspetti, attratto dai paesaggi e dallo spirito dell'Ucraina, decide di recarvisi. Sul giornale che i tre commilitoni hanno con loro c'è un trafiletto, con fotografia, che parla di Mar'jana Bažan, detentrice di un record di produttività alla testa della sua squadra di trattoristi in un kolchoz ucraino: a Klim cadono casualmente gli occhi sull'articolo, e si risolve quindi a far volta proprio verso quella località.
Mar'jana, anche perché assurta ad una certa notorietà a livello nazionale, è subissata di lettere di ammiratori nonché di spasimanti in carne e ossa, e ne è infastidita: per questo motivo ingaggia il grande e grosso collega Nazar Duma perché finga di essere il suo fidanzato e allontani ogni corteggiatore.
Giunto alla sua destinazione una notte, Klim si imbatte in una motociclista che è caduta dal suo mezzo, e le presta soccorso; dopo averla accompagnata a casa, alla luce delle lampade la riconosce: è precisamente Mar'jana. Nella fattoria collettiva ci si accorge in fretta delle ottime conoscenze meccaniche di Klim – dovute alla sua mansione in ambito militare – e lo si vorrebbe trattenere, data la sua perizia nel riparare gli automezzi. Ma Nazar svolge bene il suo compito, e, credendolo uno degli spasimanti di Mar'jana, lo induce ad allontanarsi.
È necessario l'intervento di Kirill Petrovič, dirigente, per convincerlo a rimanere – anche perché non voleva che Klim si impiegasse presso il vicino e rivale kolchoz. Anche a Kirill era giunta all'orecchio la (falsa) notizia del fidanzamento di Mar'jana e Nazar, e – poiché riteneva cattiva pubblicità l'unione della campionessa con un trattorista piuttosto scarso, quale Nazar – decide di affidare quest'ultimo alla supervisione di Klim – che si era rivelato abilissimo con i mezzi agricoli – affinché potesse migliorarsi e diventare degno di Mar'jana.
Klim – con la sua innegabile perizia, ma anche con il suo sagace umorismo e la sua abilità nella danza -  riesce ad accattivarsi la simpatia del gruppo di trattoristi che inizialmente facevano capo a Nazar, e di Nazar stesso. In breve tempo – applicando una strategia che alternava la proposta di sfide da superare e il costante paragone del lavoro del conduttore di trattori con quello del carrista impegnato in guerra – Klim riesce a fare in modo che Nazar superi alcuni record nazionali. Anche la sua fotografia – come in precedenza quella di Mar'jana - appare ora sui quotidiani.
Solo a questo punto Kirill si dichiara soddisfatto e ritiene conveniente, anzi, propizia, l'unione di Nazar e Mar'jana, e si mette ad organizzarne il matrimonio. Mar'jana cerca di opporsi, ma, non ricevendo attenzione, esasperata, fugge via. Klim si oppone invece apertamente, dichiarando di amare Mar'jana e di non volerla concedere a nessun altro, tanto meno a Nazar.
Quando Mar'jana e Klim, poco tempo dopo, si riuniscono e si dichiarano il reciproco amore, ed essendo anche venuto in luce che il fidanzamento con Nazar era solo una finzione, nulla impedisce a Kirill di presiedere la festa nuziale fra Mar'jana e Klim in gran pompa. Nel discorso ufficiale, Kirill ribadisce l'analogia fra i trattoristi agricoli e i carristi militari che sarebbero stati impegnati di lì a poco nella guerra che si stava profilando.

## Produzione
Le riprese interne sono state realizzate agli "Studi Dovženko" di Kiev, nell'attuale Ucraina.

### Colonna sonora
Krjučkov e Andreev cantano la Marcia dei carristi sovietici, composta appositamente per il film dai fratelli Dmitrij, Daniil e Samuil Pokrass, su testo di Boris Laskin. La canzone verrà ampiamente usata nella propaganda sovietica d'anteguerra; il ritornello suona: "Tonanti di fuoco, brillanti d'acciaio,/i carri inizieranno l'ardua campagna!/Quando il compagno Stalin ci chiamerà alla battaglia,/e il gran Maresciallo ci condurrà!" (nel 1956 le allusioni a Stalin saranno evitate, e il testo del ritornello cambiato di conseguenza).
Nel film Nikolaj Krjučkov intona anche la canzone popolare sovietica di guerra Tri tankista ("tre carristi"), che fa menzione della vittoria sovietica durante l'incursione giapponese in Siberia dell'estate del 1938

### Mezzi utilizzati
Nel film compaiono diversi mezzi di locomozione importanti per la storia della motorizzazione. Fra gli altri l'automobile GAZ-A, prodotta dal 1932 al 1936 dalla Gor'kovskij avtomobil'nyj zavod, ed il successivo modello GAZ-AA, il carro armato KhPZ BT-5 (ed il modello BT-7), la motocicletta PMZ-A-750, la prima moto di grande cilindrata prodotta in URSS, e il trattore ChTZ S-65.

## Distribuzione
Il film è uscito nelle sale cinematografiche sovietiche il 3 luglio 1939.
I trattoristi è stato edito in DVD a cura della KinoDisk, anche con sottotitoli inglesi; altre edizioni in DVD sono attestate, anche con sottotitoli italiani; nonché edizioni in VHS.

## Riconoscimenti
Il regista Ivan Pyr'ev, e gli attori Nikolaj Krjučkov e Marina Ladynina sono stati insigniti nel 1941 del Premio Stalin di primo livello per la realizzazione di I trattoristi.

## Parodia
Nel 1992 Gleb e Igor Aleinikov hanno diretto  Трактористы 2, una parodia del film del 1939.